# Iuri Jirkov
Iuri Valentínovitx Jirkov (en rus Юрий Валентинович Жирков), habitualment transcrit Iuri Jirkov (nascut a Tambov, Unió Soviètica, el 20 d'agost de 1983), és un futbolista professional rus que actualment milita a les files del FC Dinamo Moscou de la FC Zenit. Té facilitat per a jugar en diverses posicions de la banda esquerra, tant en defensa com en atac.

## Spartak Tambov
Als deu anys començà a jugar a les categories inferiors de l'equip de la seua ciutat natal. L'Spartak Tambov va ser el primer equip professional en el qual va jugar Jirkov. Va debutar-hi el 2001 i jugà 74 partits marcant 26 gols, normalment en la posició d'interior esquerre.

## CSKA Moscou i Selecció

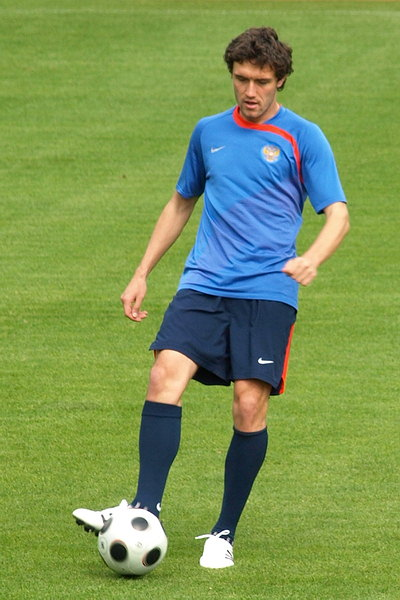
Jirkov entrenant amb la Selecció Russa

Després de provar amb el Lokomotiv de Moscou, l'Spartak de Moscou i el CSKA de Moscou. Fou finalment en aquest últim equip on cimentà la seua carrera com a professional. Amb l'equip moscovita va esdevenir un futbolista d'un llarg recorregut en la banda esquerra. El seu primer partit fou el 7 de març del 2004 en el partit de la supercopa russa davant l'Spartak de Moscou. Amb la victòria per 3-1 Jirkov, aconseguí el seu primer títol oficial. El 27 de juny del mateix any Jirkov debutà en competició europea davant l'equip de l'Azerbaidjan Neftchi Bakú PFC.
Amb l'equip rus va guanyar la Copa de la UEFA 2004-05, a la final va marcar el segon gol del seu equip. Durant la Copa de la UEFA 2006-07 el seu gol davant l'Hamburg SV va ser considerat el millor de la competició. A les files del CSKA aconseguí dos lligues Russes (2005 i 2006), quatre copes de Rússia (2005, 2006, 2008 i 2009) i també quatre supercopes de Rússia (2004, 2006, 2007 i 2009).
A nivell personal també ha estat nominat a la Pilota d'or 2008 i jugador de l'any a la Lligues Russes durant la mateixa temporada
El seu destacat paper en l'equip de Moscou, el va portar a debutar amb la selecció russa el 9 de febrer del 2005 davant la selecció italiana. El joc de Jirkov amb la selecció russa també és determinant, després de la gran Eurocopa 2008 que va fer la selecció russa va ser elegit en l'equip de la competició.

## Chelsea

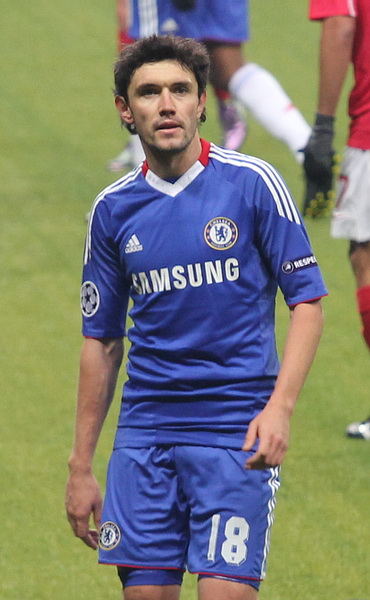
Jirkov vestint la samarreta del Chelsea

Després d'un intens estiu que el situà molt a prop del FC Barcelona finalment, el 7 de juliol de 2009, el web oficial del Chelsea FC feia oficial el traspàs de Jirkov cap a l'equip de Stamford Bridge. Jirkov firmà un contracte per tres temporades. La xifra total del fitxatge es va situar al voltant dels £18.6M. Una lesió al genoll va retardar el seu debut oficial amb la camiseta blue fins a finals de setembre. El 23 de setembre de 2009 debutà a la Carling Cup davant el QPR. El seu debut oficial havia estat durant la gira d'estiu nord-americana davant l'AC Milà.
Durant la seva primera temporada, a causa de la lesió d'Ashley Young, va tenir més protagonisme com a defensa dret que en zona ofensiva, la seva posició natural. Durant aquesta primera temporada va combinar molt bones actuacions amb diverses lesions, fet que no va acabar de permetre la seva consolidació en l'equip londinenc. La següent temporada les condicions no van canviar gaire. Després d'aquestes dues primeres temporades, Zhirkov, havia disputat fins a 49 partits en competició oficial.

## FC Anji
Després de no comptar amb massa continuïtat en les alineacions de l'equip blue decideix fer un canvi d'aires. Així, l'agost del 2011 torna al seu país, aquest cop a les files de l'FC Anji. Després de dos temporades amb cert protagonisme a l'Anji el jugador canvia d'aires a causa dels assumptes relacionats amb el president del club que, de fet, van provocar la marxa de gran part dels jugadors.

## Dinamo de Moscou
Així, l'agost del 2013 es va fer oficial el seu fitxatge pel Dinamo de Moscou.

## FC Zenit
Durant el gener del 2016 es va fer oficial el seu fitxatge pel Zenit.

## Palmarès
- 1 Copa de la UEFA amb el CSKA de Moscou (2004-05).
- 2 Lligues Russes amb el CSKA de Moscou (2005 i 2006).
- 4 Copes de Rússia amb el CSKA de Moscou (2005, 2006, 2008 i 2009).
- 4 Supercopes de Rússia amb el CSKA de Moscou (2004, 2006, 2007 i 2009).
- 1 FA Premier League amb el Chelsea FC (2009-10)
- 1 FA Cup amb el Chelsea FC (2010)